# Bokor Malvin
Bokor Malvin, S. Bokor Malvin, születési és 1889-ig használt nevén Bruck Malvin; 1912-től Semtei Róbertné (Baja, 1885. január 12. – Budapest, 1950. november 24.) író, műfordító, újságíró, szerkesztő.

## Életútja
Bruck Izidor János (1856–1940) kereskedő és Feledi Lídia (1862–1946) leányaként született bajai zsidó családban. Apjával, illetve Anna és Erzsébet nevű testvérével 1889-ben magyarosította nevét Bokorra. Anyai nagyapja Feledi (Felsenburg) Henrik (1834–1917) volt, a Balassagyarmati Takarék- és Hitelintézet Rt. vezérigazgatója.
A budapesti Erzsébet Nőiskolában tette le az érettségi vizsgát.
A Magyar Lányok című lap munkatársa, majd 1905-től főmunkatársa volt. 1905-től a Pesti Hírlapnál és az Új Időknél dolgozott, utóbbi lapnak 1930-ban főmunkatársa lett. 1909 és 1913 között Az Élet, 1912-13-ban az Alkotmány rovatvezetője volt. 1914-től szerkesztette a Magyar Hölgyek Naptárát.
Az 1920 és 1930-as években népszerűségnek örvendett. Főként ifjúsági regényeket, leányregényeket és történelmi elbeszéléseket írt, de kiadott vallásos témájú műveket is. Több történelmi műve megjelent a Szent István Társulatnál. Ezenfelül műfordítói tevékenységet is folytatott, kortárs angol irodalmat és vallásos műveket ültetett át magyarra. Tagja volt a legitimista Magyar Nők Szentkorona Szövetségének.
1912. március 30-án Budapesten, a Ferencvárosban házasságot kötött a nála három évvel idősebb Semtei Róbert Sándor József (1882–1950) ügyvéd és felsőkereskedelmi iskolai tanárral, Goldberger Adolf és Türkl Paula fiával.

## Művei
- Vörösmarty emlékezete. (Baja, 1902)
- Karácsony az égben. Regény. Asteroid álnéven. (Népiratkák. Budapest, 1907)
- A legszebb ajándék. Karácsonyi játék. (Népiratkák. Budapest, 1908)
- A Szirányi család. Regény az ifjúság számára. (Budapest, 1908)
- Nyár. 18 novella. (Budapest, 1909)
- Három színdarab. Fiatal leányok számára. (Budapest, 1910)
- Két világ. Regény. (Budapest, 1911)
- Mintha álom lett volna… Regény. (Budapest, 1911)
- Vihar. Regény a 18. századból. (Budapest, 1913; 2. kiad. 1919)
- Tél van megint… Húsz novella. (Budapest, 1915)
- Hét tél, hét nyár. Regény. (Budapest, 1919)
- Velencések. Történelmi regény az ifjúság számára. A borító Jaschik Álmos munkája. (Budapest, 1924; Radnayné Bauer Edit rajzaival. 2. kiadás. 1929)
- Árpádvér. Történelmi regény Szent István korából. (Budapest, 1926; K. Sávely Dezső képeivel. 2. kiadás. 1928; Ill. Forró Ágnes. új kiadás. Kolozsvár, 1998 és 2004)
- Az esztergomi diák. Történelmi regény. III. Béla korából. Vezényi Elemér rajzaival. (Budapest, 1928)
- Bárányfelhők. Regény. (Százszorszép Könyvek. Budapest, 1929)
- Olimposz. Regény. (Budapest, 1930)
- Az utolsó Árpád. Regényes életrajz. (Budapest, 1930)
- Nyári zivatar. Regény. (Budapest, 1931)
- A befalazott ajtó. Regény. (Magyar regényírók. 18. Budapest, 1932; Új Idők kiskönyvtára. 18. 2. kiadás: 1939)
- Egy nyár története. Regény. (Százszorszép Könyvek. Budapest, 1933)
- Tessza naplója. Regény. fiatal leányok számára. (Budapest. 1934)
- Éva és Évi. Regény. (Magyart a magyarnak. Budapest, 1934)
- Szülők. Regény. (Új Idők kiskönyvtára. 6. Budapest, 1937)
- Igazság. Regény. (Új Idők kiskönyvtára. 19. Budapest, 1940)
- Madár a háztetőn. Regény. (Budapest, 1947)
- Odalent zúg a víz. Regény. (Budapest, 1947)

### Színműve
- A fényűzés. (bemutató: Uránia Tudományos Színház, 1916. május 9.)

### Fordításai
- Bess Streeter Aldrich: Ella kisasszony. Regény. (Külföldi regények. 32. Budapest, 1934; új kiad. 1989)
- Ulrich Sander: Mély vizeken. Regény. (Budapest, 1942)
- James Hilton: Dr. Wassel története. Regény. (Budapest, 1943; A világirodalom dekameronja. 1947)
- Pearl S. Buck: Az ígéret. Regény. (Budapest, 1947)